# Camarosporium tiliae
Camarosporium tiliae är en svampart som beskrevs av Sacc. & Penz. 1882. Camarosporium tiliae ingår i släktet Camarosporium, ordningen Botryosphaeriales, klassen Dothideomycetes, divisionen sporsäcksvampar och riket svampar.   Inga underarter finns listade i Catalogue of Life.